# Louis Jean Odier

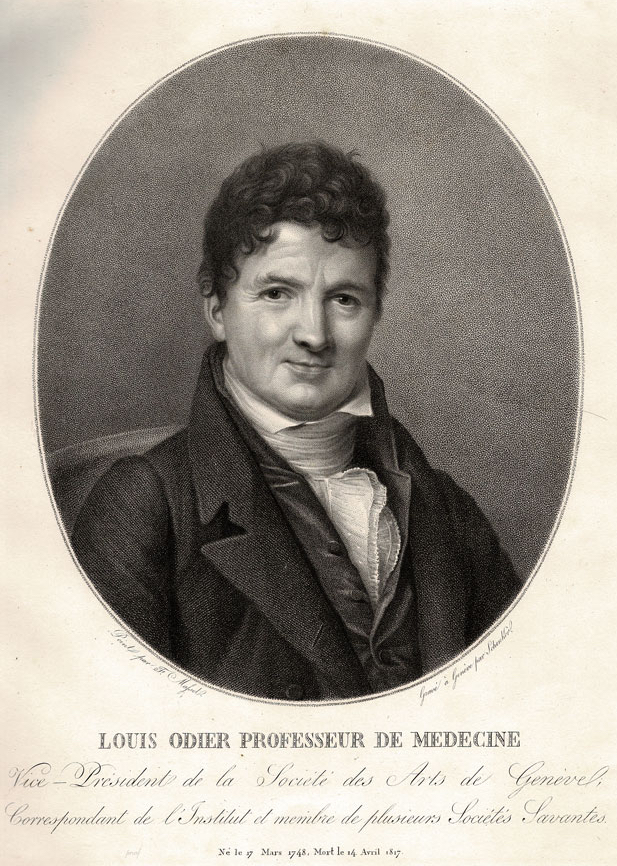

Louis Jean Odier (der Ältere) (* 17. März 1748 in Genf; † 14. April 1817 ebenda) war ein Genfer Arzt.

## Leben und Werk
Louis Jean Odier war der Sohn des Antoine Odier (1699–1775), eines Kaufmanns, und seiner Frau Louise de Villas (1710–1787). Odier studierte Humanwissenschaften an der Genfer Akademie und ab 1767 Medizin in Edinburgh, wo er 1770 promoviert wurde. Thema seiner Dissertation, die er in lateinischer Sprache verfasste, lautete Epistola physiologica inauguralis de elementariis musicæ sensationibus. Er war ein Schüler von William Cullen (1710–1790). Von ihm übernahm er seine nosologischen Annahmen.
Am 28. Februar 1780 heiratete Odier Andrienne le Cointe (ca. 1762–1830). Ihre Kinder waren Jean-Louis-Gédéon Odier (1781–1799), Jacques-Louis Odier (1783–1843), Ami Odier (1784–1789), Amélie Odier (1786–1840) und Anne-Louise Odier-Junie (1795–1859).
Er vervollständigte seine Ausbildung in London im St Thomas’ Hospital, ferner in Leyden und Paris und kehrte schliesslich im Jahre 1773 nach Genf zurück, wo er als Arzt tätig wurde.
Mit Daniel de La Roche und Charles-Guillaume Dunant (1749–1808) verfasste er eine Genfer Pharmakopöe Pharmacopoea Genevensis ad usum nosocomiorum, die er im Jahre 1780 veröffentlichte, und beschäftigte sich mit Fragen der öffentlichen Hygiene und der medizinischen Ausbildung. Anlässlich der Genfer Wiedervereinigung mit Frankreich wurde er 1799 zum Honorarprofessor für Medizin ernannt, eine Position, die er bis 1817 innehatte. Er gehörte zu den Vertrauten von Anne Louise Germaine de Staël (1766–1817) in Coppet.
Von ihrer Gründung 1796 an trug er als Mitarbeiter der Bibliothèque britannique zur Verbreitung medizinischer Errungenschaften aus England in Europa bei. Die Bibliothèque britannique war eine monatlich erscheinende Zeitschrift der Wissenschaften und der Künste, die in Genf herausgegeben wurde.
Odier rezensierte im Jahr des Erscheinens, 1798, das Werk von Edward Jenner über die Impfung. Er trug zur Verbreitung dieser präventiven Methode bei. Die französische Bezeichnung vaccine (Vakzine von lat. vaccina – die von Kühen stammende) für den englischen Begriff cow-pox (Kuhpocken) geht auf ihn zurück.
Er prägte den Begriff des Neuroms. Odier publizierte 1803 seine von ihm gehaltenen Vorlesungen als Manuel de médecine pratique, das zahlreiche Ärzte und Amtsärzte als Standardwerk nutzten. Darin beschrieb er einen solitären Tumor des Nervus radialis als eine espèce d’anevrisme du nerf (eine Art von Erweiterung des Nerven), die durch ein gonflement accidentel (eine zufällige Anschwellung) gekennzeichnet sei.
Daneben entwarf er ein Genfer Strafgesetzbuch, war 1788 Mitglied des Rats der Zweihundert und während der französischen Herrschaft (siehe auch Geschichte des Kantons Genf) Mitglied mehrerer politischer Vereinigungen, so etwa 1793 als Präsident der Genfer Nationalversammlung. Ab 1814 gehörte Odier dem Repräsentierenden Rat an. 1810 wurde er korrespondierendes Mitglied der Académie des sciences in Paris.

## Werke
- Epistola physiologica inauguralis de elementariis musicæ sensationibus. Quam, … pro gradu doctoris, … eruditorum examini subjicit Ludovicus Odier, Apud Balfour, Auld, et Smellie Edinburgi 1770.
- mit Daniel de La Roche, Charles-Guillaume Dunant: Pharmacopoea Genevensis ad usum nosocomiorum. Bonnant, Genf 1780. XII.
- Principes d’hygiène extraits du code de santé et de longue vie de John Sinclair. J. J. Paschoud, Genf/Paris 1810.
- Manuel de Médecine-Pratique Ou Sommaire D’un Cours Gratuit, donné en 1800, 1801 et 1804 aux officiers de santé du Département du Léman, avec une petite pharmacopée à leur usage. Paschoud, Genf/Paris 1811.
- Reflexions sur la Vaccine. Mémoire sur l’inoculation de la vaccine. 14 S. Auszüge 113, 114 der Bibliothèque britannique, Genf.